# Tusansaari
Tusansaari är en ö i Finland. Den ligger i sjön Alavudenjärvi och i kommunen Alavo i den ekonomiska regionen  Kuusiokunnat  och landskapet Södra Österbotten, i den sydvästra delen av landet, 270 km norr om huvudstaden Helsingfors. Öns area är 1,9 hektar och dess största längd är 220 meter i nord-sydlig riktning.